# Lathiponus semiluctuosus
Lathiponus semiluctuosus là một loài tò vò trong họ Ichneumonidae.